# Тхіхатху
Тхіхатху (*бірм. သီဟသူ; 1265 — 1325) — засновник й 1-й володар царства Пінья у 1313—1325 роках. Відомий також як Сіхасура і Тазішин (Володар одного білого слона).

## Життєпис

### Молоді роки
Походив з шанського знатного роду. Молодший син Теїнкха Бо, що був молодшим братом собви (вождя) шанів з Біннаки. 1260року Теїнкха Бо втік до М'їнсаїна після суперечки зі своїм братом. Народився Тхіхатху 1265 року в М'їнсайні. Його матерю була донька бірманського впливового торгівця. За прикладом старших братів Атінхкаї й Язатінґяна вступив на службу до паганського володаря Кансу III. Стрімкій кар'єрі сприяло те, що старший брат Атінхка одружився з принцесою Соу, небогою володаря, а сестра Хла М'ят була одружена з принцом Тхіхатху, сукрі (намісником) П'ї. Разом з браатми відзначився у війні проти імперії Юань в 1283—1284 роках.
У 1285 році брав участь в обороні центральної частини Паганського царства. В цей час разом з братами отримав посаду амати (міністра) від Кансу III, що втік на південь. 1287 року після загибелі останнього відзначився в обороні підступів до Пагану, але юанська армія на чолі із Єсу Тимуром (онуком Хубілая) вдалося взяти столицю країни і окупувати територію до П'ї. Втім подальші дії братів змусили ворога відступити до Тагаунга (північніше Пагану).
1289 року разом з братами сприяв зміцненню Чавсви, сина Кансу III, в Пагані. 1293 року отримав управління в місто Пінле. 1295—1296 роках брав участь у військовій кампанії проти Шрі Індрадітьї, правителя Сукхотаї, що завершилося невдало. В цей час прийняв титули сінбюшин («володар білого слона») та мінґі («великий правитель»). 1297 року разом з братами повалив Чавсву, поставивши замість нього Сохніта. В результаті став одним з володарів держави М'їнсайн.

### Боротьба з Юань
Влітку 1300 року юанський імператор Оладжейту-Темур оголосив новим паганським царем Кумаракассапу, якого в січні 1301 року посадили на трон в Пагані. Але правителі М'їнсайну не підкорилися загарбникам. У відповідь столиця держави опинилася в облозі. Неможливість захопити М'їнсайн, хвороби, партизанські дії змусили монголів готуватися до відступу. Щоб прискорити цей пройцес Атінхкай заплатив кошти в розмірі 800 таелів (30 кг) золота і 2200 таелів (83 кг) срібла. 6 квітня 1301 року монголи пішли, при цьому розглядати отримані гроші як данину. Двох старших монгольських воєначальників було страчено за відступ.
Тхіхатху все більше виявляв царські амбіції. 1306 року він прийняв титул Анандатхіха Тура Зейядева, а 1309 року взяв титул царя. 1310 року після смерті старшого брата загострилися відносини з Язатінґяном, якого Тхіхатху 1312 року отруїв. 7 лютого 1313 року переносить столицю до м. Пінья, яку він перейменував на Віджайяпур. З цього часу рахується відлік існування царства Пінья.

### Володар Піньї
Оголосив себе спадкоємцем паганських царів, прийнявши тронне ім'я Тхірі Трібавана Дітайяпавара Тхіхатура Дхаммаяза. Він настільки прагнув підтвердити свій статус, що двічі благав вдовуючу царицю Пва Соу відвідати церемонію його коронації. Остання вручила Тхіхатху золотий пояс і золотий піднос, які передавалися в паганській правлячій родині з часів короля Анорати. Для ще більшого зміцнення становища оженився на Мі Соу, доньці Кансу III.
Призначив свого пасорбка Узану спадкоємцем трону. Згодом призначив рідного сина Чавсву субхі (намісником) міста Пінле. Такі дії викликали невдоволення іншого його сина — Союна, який втік до Сікайна на півночі, де оголосив про незалежність. Спроби у 1316 і 1317 роках підкорити сина виявилися невдалими. 1317 року повстало залежна держава Таунгдвін на півдні, а потім ще одна — Таунгу. 1318 року більше дипломатією, аніж зброєю вдалося повернути їх під контроль. Невдовзі зверхність Тхіхатху визнав Союн.
Решта панування було спокійною: Тхіхатху більше часу приділяв релігії та підтримці буддійських монастирів. Помер у лютому1325 року. Владу розділили Узана I і Чавсва I.